# Sue Graham Mingus
Susan „Sue“ Graham Mingus  (* 2. April 1930 in Chicago, Illinois; † 24. September 2022 in New York City, New York) war eine US-amerikanische Autorin und Publizistin, die sich auch als Musikproduzentin betätigte. Sie war die vierte und letzte Ehefrau von Charles Mingus.

## Leben und Wirken
Graham Mingus entstammt einer Mittelstandsfamilie aus Milwaukee. Nach dem Abschluss am Smith College 1952 und zwei Jahren in Paris lebte sie in Italien mit dem Bildhauer Alberto Ungaro (1917–1968), den sie heiratete. 1960 zog sie mit ihm und den beiden Kindern aus der Ehe nach New Jersey und dann nach Manhattan. Sie hatte 1963 einen Auftritt in dem Robert-Frank-Kurzfilm O.K. End Here. Seit 1964 mit Charles Mingus bekannt, zogen sie 1973 zusammen. Drei Jahre später kam es zur amtlichen Heirat. In den 1960er Jahren war sie Herausgeberin einiger Underground-Zeitungen wie New York Free Press, deren Ableger New York Highschool Press sowie Gegenkultur-Magazinen wie Changes, in dem auch Beiträge von Mingus wie Offener Brief an die Avantgarde sowie Auszüge von seinem autobiographischen Roman Beneath the Underdog erschienen sind.
Nach dem Tod von Mingus im Januar 1979 wirkte Graham Mingus an der Gründung verschiedener Repertoire-Bands mit, die das Werk ihres Mannes pflegen, wie der Mingus Dynasty, der Mingus Big Band und dem neueren Mingus Orchestra. Sie produzierte mehrere Alben mit diesen Bands, die insgesamt sechs Grammy-Nominierungen erhielten.
1989 war Sue Mingus Produzentin von Mingus’ Werk Epitaph, das unter der Leitung von Gunther Schuller von 31 Musikern in der Lincoln Center's Alice Tully Hall uraufgeführt und erneut 2007 dargeboten wurde, als es Aufführungen in vier amerikanischen Städten und eine Übertragung im National Public Radio erlebte. Das Album erschien 1990 auf Columbia Records. Sie ist auch Herausgeberin des Pariser Konzertmitschnitts von 1964 unter dem Titel Revenge! The Legendary Paris Concert (1996). Nach eigenen Worten gründete sie ein eigenes Label Revenge Records, um die europäischen Konzerte von Mingus in qualitativ hochwertiger Form herauszubringen, die davor nur als Schwarzpressungen erschienen waren. Sue Mingus selbst sah sich in einem unermüdlichen Kampf gegen Raubpressungen von Charles Mingus, die sie auch persönlich weltweit aus Plattenläden entfernte.
2002 erschienen unter dem Titel Tonight at Noon: a Love Story im Verlag Pantheon (Random House) ihre Erinnerungen an ihr Leben mit Mingus.
2006 und 2007 produzierte sie zwei weitere Alben mit der Musik ihres Mannes, Charles Mingus Sextet with Eric Dolphy Cornell 1964, das auf Blue Note erschien, und die Wiederveröffentlichung von Music Written for Monterey 1965, Not Heard... Played in Its Entirety at UCLA auf ihrem Label Sue Mingus Music.
In dem Mingus-eigenen Verlag Jazz Workshop, Inc. veröffentlichte Sue Mingus ein Fakebook (Charles Mingus: More than a Fake Book), Playalongs (Charles Mingus: More than a Play Along), sowie eine Reihe von Arrangements für Big Band, kleinere Ensembles (Simply Mingus) und Soloklavier im Vertrieb von Hal Leonard Publishers.
Im Jahr 2009 veranstaltete sie mit der Non-Profit-Organisation Let My Children Hear Music das erste jährliche Charles Mingus High School Competition an der Manhattan School of Music mit Justin DiCioccio.
Sue Graham Mingus starb am 24. September 2022 im New York Presbyterian Hospital im New Yorker Stadtteil Manhattan im Alter von 92 Jahren.

## Trivia
Charles Mingus widmete ihr seine Komposition The I of Hurricane Sue, die zuerst auf seinem Album Let My Children Hear Music (1972) erschien. Eine weitere ihr gewidmete Komposition ist Sue's Changes, das in der Anfangsphase auf Portrait basiert und auf dem Album Changes One (1975) erschien.

## Schriften
- Sue Graham Mingus Toonight at Noon. Eine Liebesgeschichte. Nautilus: Hamburg 2003